# Chewang Norphel
 (septembre 2021).
Chewang Norphel est un ingénieur indien né en 1935.
Il est connu pour sa lutte contre le changement climatique qui l'a mené à créer des glaciers artificiels.
Il a été récompensé par la Padma Shri, dans l’État de Jammu & Kashmir.
Le film documentaire White Knight par Aarti Shrivastava (2012) lui est consacré.